# Byron Wolford
Byron Wolford, noto anche come Cowboy Wolford (Tyler, 14 settembre 1930 – Dallas, 13 maggio 2003), è stato un giocatore di poker e un cowboy statunitense, noto per aver vinto un braccialetto alle WSOP del 1991 e per il secondo posto al Main Event delle WSOP del 1984.

## Poker
Nella sua carriera di giocatore, arriva a premio 9 volte nel circuito delle WSOP. Nel 1984 si classifica secondo nel Main Event, perdendo l'heads-up contro Jack Keller, portando a casa una seconda moneta pari a $264 000.
Ha vinto il suo unico braccialetto nel 1991 nel torneo $5,000 limit Texas hold 'em, battendo Erik Seidel all'heads-up.
Nei tornei live ha guadagnato in totale la somma di $1 018 600.
Wolford ha inoltre vinto il torneo $10,000 No Limit Deuce-to-Seven Draw nell'evento inaugurale del Super Bowl of Poker.

## Braccialetti delle WSOP
| Anno | Torneo                | Premio(US$) |
| ---- | --------------------- | ----------- |
| 1991 | $5,000 Limit hold 'em | $210 000    |